# Uczelnie w Chile
Lista uczelni wyższych w Chile została podzielona na dwa typy uczelni - publiczne i prywatne. Charakter uczelni określony jako   tradycyjny oznacza, że dany uniwersytet został założony przed rokiem 1981.

## Uczelnie publiczne
| Nazwa uczelni                          | Oryginalna nazwa uczelni w języku hiszpańskim          | Region                         | Miasto       | Charakter  |
| -------------------------------------- | ------------------------------------------------------ | ------------------------------ | ------------ | ---------- |
| Uniwersytet Tarapacá                   | Universidad de Tarapacá                                | Arica y Parinacota             | Arica        | Tradycyjny |
| Uniwersytet Arturo Prat                | Universidad Arturo Prat                                | Tarapacá                       | Iquique      | Tradycyjny |
| Uniwersytet w Antofagasta              | Universidad Antofagasta                                | Antofagasta                    | Antofagasta  | Tradycyjny |
| Uniwersytet Atkamski                   | Universidad de Atacama                                 | Atakama                        | Copiapó      | Tradycyjny |
| Uniwersytet w La Serena                | Universidad de La Serena                               | Coquimbo                       | La Serena    | Tradycyjny |
| Uniwersytet w Valparaíso               | Universidad de Valparaíso                              | Valparaíso                     | Valparaíso   | Tradycyjny |
| Uniwersytet Pedagogiczny Playa Ancha   | Universidad de Playa Ancha de Ciencias de la Educación | Valparaíso                     | Valparaíso   | Tradycyjny |
| Uniwersytet w Chile                    | Universidad de Chile                                   | Region Metropolitalny Santiago | Santiago     | Tradycyjny |
| Uniwersytet Santiago de Chile          | Universidad de Santiago de Chile                       | Region Metropolitalny Santiago | Santiago     | Tradycyjny |
| Politechnika Metropolitarna w Santiago | Universidad Tecnológica Metropolitana                  | Region Metropolitalny Santiago | Santiago     | Tradycyjny |
| Uniwersytet w Talce                    | Universidad de Talca                                   | Maule                          | Talca        | Tradycyjny |
| Uniwersytet Bío-Bío                    | Universidad del Bío-Bío                                | Biobío                         | Concepción   | Tradycyjny |
| Uniwersytet de La Frontera             | Universidad de La Frontera                             | Araukania                      | Temuco       | Tradycyjny |
| Uniwersytet de Los Lagos               | Universidad de Los Lagos                               | Los Ríos                       | Valdivia     | Tradycyjny |
| Uniwersytet Magallański                | Universidad de Magallanes                              | Magallanes                     | Punta Arenas | Tradycyjny |

## Uczelnie prywatne
| Nazwa uczelni                               | Oryginalna nazwa uczelni w języku hiszpańskim         | Region                         | Miasto       | Charakter  |
| ------------------------------------------- | ----------------------------------------------------- | ------------------------------ | ------------ | ---------- |
| Katolicki Uniwersytet Północny              | Universidad Católica del Norte                        | Antofagasta                    | Antofagasta  | Tradycyjny |
| Papieski Uniwersytet Katolicki w Valparaíso | Pontificia Universidad Católica de Valparaíso         | Valparaíso                     | Valparaíso   | Tradycyjny |
| Politechnika w Santa María                  | Universidad Técnica Federico Santa María              | Valparaíso                     | Valparaíso   | Tradycyjny |
| Uniwersytet w Viña del Mar                  | Universidad de Viña del Mar                           | Valparaíso                     | Viña del Mar |            |
| Chilijski Papieski Uniwersytet Katolicki    | Pontificia Universidad Católica de Chile              | Region Metropolitalny Santiago | Santiago     | Tradycyjny |
| Uniwersytet im. Adolfo Ibáñeza              | Universidad Adolfo Ibáñez                             | Region Metropolitalny Santiago | Santiago     |            |
| Uniwersytet im. Alberto Hurtado             | Universidad Alberto Hurtado                           | Region Metropolitalny Santiago | Santiago     |            |
| Uniwersytet de las Américas                 | Universidad de las Américas                           | Region Metropolitalny Santiago | Santiago     |            |
| Uniwersytet de los Andes                    | Universidad de los Andes                              | Region Metropolitalny Santiago | Santiago     |            |
| Uniwersytet im. Andrésa Bello               | Universidad Andrés Bello                              | Region Metropolitalny Santiago | Santiago     |            |
| Uniwersytet Sztuki, Nauk i Komunikacji      | Universidad de Artes, Ciencias y Comunicación         | Region Metropolitalny Santiago | Santiago     |            |
| Centralny Uniwersytet Chilijski             | Universidad Central de Chile                          | Region Metropolitalny Santiago | Santiago     |            |
| Uniwersytet Informatyczny                   | Universidad de Ciencias de la Informática             | Region Metropolitalny Santiago | Santiago     |            |
| Uniwersytet del Desarrollo                  | Universidad del Desarrollo                            | Region Metropolitalny Santiago | Santiago     |            |
| Uniwersytet im. Diego Portalesa             | Universidad Diego Portales                            | Region Metropolitalny Santiago | Santiago     |            |
| Uniwersytet Gabriela Mistral                | Universidad Gabriela Mistral                          | Region Metropolitalny Santiago | Santiago     |            |
| Uniwersytet de Los Lagos                    | Universidad de Los Lagos                              | Region Metropolitalny Santiago | Santiago     | Tradycyjny |
| Wielki Uniwersytet w Santiago               | Universidad Mayor                                     | Region Metropolitalny Santiago | Santiago     |            |
| Uniwersytet Metropolitalny Nauk o Edukacji  | Universidad Metropolitana de Ciencias de la Educación | Region Metropolitalny Santiago | Santiago     | Tradycyjny |
| Uniwersytet Pacyficzny                      | Universidad del Pacifico                              | Region Metropolitalny Santiago | Santiago     |            |
| Uniwersytet św. Tomasza                     | Universidad Santo Tomás                               | Region Metropolitalny Santiago | Santiago     |            |
| Chilijski Uniwersytet Technologiczny        | Universidad Tecnológica de Chile                      | Region Metropolitalny Santiago | Santiago     |            |
| Katolicki Uniwersytet w Maule               | Universidad Católica del Maule                        | Maule                          | Talca        | Tradycyjny |
| Uniwersytet w Concepción                    | Universidad de Concepción                             | Biobío                         | Chillán      | Tradycyjny |
| Katolicki Uniwersytet Świętego Poczęcia     | Universidad Católica de la Santísima Concepción       | Biobío                         | Concepción   | Tradycyjny |
| Katolicki Uniwersytet w Temuco              | Universidad Católica de Temuco                        | Araukania                      | Temuco       | Tradycyjny |
| Uniwersytet Austral de Chile                | Universidad Austral de Chile                          | Los Ríos                       | Valdivia     | Tradycyjny |
| Uniwersytet w San Sebastián                 | Universidad San Sebastián                             | Los Ríos                       | Valdivia     |            |